# Руси у Естонији
Руси у Естонији су друга по величини етничка група у Естонији. Према попису из 2011. године, у Естонији живи 326.235 лица који се изјашњавају као Руси и они чине око 24% читаве популације у тој земљи. Већина Руса живи у главном граду Естоније, Талину и главним северноисточним градовима Нарва и Кохтла-Јарве. Неке области у источној Естонији у близини Чудско-псковског језера имају вековну историју насеља од стране Руса, укључујући и заједнице старих верника. Ипак, већина данашњих Руса у Естонију стигла је током совјетске ере или су потомци оних који су то учинили.

## Историја

### Рана историја
Естонско име за Русе - Руски вени потиче од старе немачке речи која се односи на Венде, што је историјски назив за Западне Словене који су живели у близини германских насеља.Јарослав Мудри, принц Кијевске Русије поразио је Чуде 1030. године и освојио тврђаву Јурев у граду Тарту.
Средњевековно руско насеље, на простору данашње Естоније било је у граду Вирума. Православна заједница је на том подручју изградила цркву у 16. веку, а 1891. године на овом месту је изграђен Пухитски манастир, данас православни женски манастир под окриљем Руске православне Цркве.

### Период од 17. века до 1940.
Почетак непрекидног руског насељавања у Естонији датира из касног 17. века када је неколико хиљада руских верника насељено у подручја која су тада обухватале делове Шведског царства у близини западне обале Чудско-псковског језера
У 18. веку након Великог северног рата, територије Естоније подељене између Естоније и Ливоније, постале су део Руске империје, али су одржавале локалну аутономију и биле су независно управљане локалним балтичким немачким племством преко феудалног регионалног већа . Други период прилива Руса пратио је руско освајање северног Балтичког региона, укључујући Естонију, из Шведске 1700-1721. Под руском владом, власт у регији остала је првенствено у рукама британског немачког племства, али су ограничени број административних послова постепено преузели Руси, који су се населили у Ревалу (у Талину) и другим већим градовима.
Релативно већи број етничких руских радника настанио се у Талину и Нарви током периода брзог индустријског развоја крајем 19. века и почетком 20. века. После Првог светског рата, учешће етничких Руса у становништву независне Естоније било је 7,3%. Око половине њих су били домаћи Руси који су живели у Ивангороду, естонској Ингрији и округу Пенсилери, који су додати територији Естоније у складу са Мировним уговором из Тартуа из 1920. године, али су пребачени у Руску Совјетску Федеративну Социјалистичку Републику 1945. године.
Након Првог светског рата Естонија је постала независна република у којој су Руси, који чинили 8% укупног становништва међу другим мањинама, успоставили културне самоуправе према Естонском закону о културној аутономији из 1925.

### Други светски рат
После окупације и анексије балтичких држава од стране Совјетског Савеза 1940. године,
Већина данашњих Руса су мигранти из недадашњег насеља Ивангород и њихови потомци. Након услова из Рибентроп—Молотов споразума из 1939. године, Совјетски Савез је окупирао и анексирао балтичке државе 1940. године. Након што је Немачка напала Совјетски Савез 1941. године, Балтички регион је брзо је пао под немачку контролу. Многи Руси, посебно чланови комунистичке партије који су стигли у подручје са почетним окупацијом и анексијом, повукли су се, а они који су пали у немачке руке били су строго третирани, многи и погубљени. После рата, Нарву су населиле избеглице и радници, углавном из западне Русије, Белорусије и Украјине. До 1989. године, етнички Руси чинили су 30,3% становништва у Естонији.

## Новије доба
Данас већина Руса живи у Талину и главним североисточним градовима Нарви, Кохтла-Јарве, Јихви и Силамае. Руралне области су скоро у потпуности настањене етничким Естонцима, осим обале Чудско-псковског језера, која има дугу историју заједница старих руских верника. Перцепција потешкоћа тестова језика постала је тачка међународне расправе, пошто су Влада Руске Федерације и бројне организације за људска права уложили приговор на чињеницу да су многим Русима који нису учили руски језик омогућили стицање држављанства у кратком року. Као резултат тога, тестови су донекле измењени, због чега се број лица без држављанства стално смањује. Према речима естонских званичника, 1992. године 32% становника није имало никакав облик држављанства. У мају 2009. године, попис становништва је пријавио да 7,6% становника има недефинисано држављанство, а 8,4% има страно држављанство, углавном руско. Пошто је Руска Федерација призната као држава наследница Совјетског Савеза, сви бивши грађани СССР-а квалификовани су да по рођењу добију држављанство Русије, уколико га затраже, како је предвиђено законом о "држављанству Руске Совјетске Федеративне Социјалистичке Републике" који је важио до краја 2000. године.

### Руси у Естонији по окрузима
| Регион      | Руси    | Процентуално |
| ----------- | ------- | ------------ |
| Ида-Вирума  | 106,664 | 72.8%        |
| Харјума     | 180,477 | 31.3%        |
| Тартума     | 17,572  | 12.2%        |
| Валгама     | 3,730   | 12.2%        |
| Лане-Вирума | 5,472   | 9.6%         |
| Парнума     | 6,372   | 8.0%         |
| Ланема      | 1,851   | 8.0%         |
| Јигевама    | 2,126   | 7.0%         |
| Раплама     | 1,108   | 3.8%         |
| Пилвама     | 1,088   | 3.7%         |
| Вирума      | 1,170   | 3.4%         |
| Виљандима   | 1,215   | 2.7%         |
| Јарвама     | 801     | 2.7%         |
| Сарема      | 284     | 1.0%         |
| Хијума      | 58      | 0.7%         |
| Укупно      | 324,431 | 25.2%        |